# تینا آرمینینا-سوندوگیان
تینا گابریلی آرمینینا-سوندوگیان (ارمنی: Թինա Գաբրիելի Արմինինա-Սունդուկյան؛  ۱۸۷۷ – ۱۹۷۰) یک بازیگر و سوفلور اهل ارمنستان بود. وی بین سال‌های ۱۹۰۹ تا ۱۹۶۰ میلادی فعالیت می‌کرد.

## زندگی‌نامه
وی در ۱۸۷۷ دبه دنیا آمد.  گابریل سوندوکیان پدر وی بود. وی در تئاتر مالی فعالیت می‌کرد.  وی در ۱۹۷۰ در سن ۹۳ سالگی درگذشت.